# Христос Вседържител (Метеора)
Вижте пояснителната страница за други значения на Христос Вседържител.
„Христос Вседържител“ или „Пантократор“ (на гръцки: Μονή Παντοκράτορος) е бивш православен манастир на Метеора, Гърция. Днес от него са останали руини.